# Manuel Fernández de Santa Cruz
Manuel Fernández de Santa Cruz (Palencia, 18 gennaio 1637 – Puebla, 1º febbraio 1699) è stato un vescovo cattolico spagnolo.

## Biografia
Nato in Spagna, studiò teologia e diritto canonico a Salamanca e Segovia.
Nel 1672 fu proposto come vescovo di Chiapas, ma prima di partire per le Americhe fu scelto come vescovo di Guadalajara. Giunse a Veracruz nel 1673. Nel 1675 ricevette la consacrazione episcopale a Città del Messico dall'arcivescovo Payo Enríquez de Rivera, viceré della Nuova Spagna. Fu trasferito alla sede di Puebla nel 1676.
Fece completare la decorazione interna, la realizzazione della facciata e la costruzione della torre campanaria della cattedrale di Puebla. Sotto il suo episcopato furono realizzate anche la cappella barocca della Virgen del Rosario, la chiesa di San Francisco Acatepec e quella di Santa María Tonantzintla.
Sostenne i seminari e i collegi fondati dai suoi predecessori, aumentò il numero dei libri della biblioteca Palafoxiana e diede impulso al Real Hospital de San Pedro.
Favorì la vita religiosa femminile e contribuì alla nascita dei monasteri americani delle agostiniane recollette. Nel 1690 a Puebla pubblicò, a sue spese, la Carta Atenagórica di suor Juana Inés de la Cruz.
Rifiutò le nomine ad arcivescovo di Città del Messico nel 1680 e nel 1699 di viceré della Nuova Spagna.

## Genealogia episcopale e successione apostolica
La genealogia episcopale è:
- Vescovo Melchor Soria Vera
- Vescovo Diego Castejón Fonseca
- Vescovo Hernando de Ramírez y Sánchez, O.SS.T.
- Vescovo Alonso de Briceño, O.F.M. Obs.
- Arcivescovo Payo Enríquez de Rivera Manrique, O.E.S.A.
- Vescovo Manuel Fernández de Santa Cruz

La successione apostolica è:
- Vescovo Juan de Santiago y León Garabito (1678)
- Arcivescovo Francisco de Aguiar y Seijas y Ulloa (1678)
- Vescovo Juan Antonio García de Palacios (1678)
- Vescovo Nicolás Ortiz del Puerto y Colmenares Salgado (1680)
- Vescovo Ginesio Barrientos, O.P. (1681)
- Vescovo Francisco Núñez de la Vega, O.P. (1684)
- Vescovo Felipe Galindo Chávez y Pineda, O.P. (1695)
- Arcivescovo Diego Camacho y Ávila (1696)
- Vescovo Antonio de Arriaga y Agüero, O.E.S.A.(1698)